# Den Horn
Pour les articles homonymes, voir Horn.
Den Horn (en groningois : Hörn) est un village de la commune néerlandaise de Westerkwartier, situé dans la province de Groningue. 

## Géographie
Le village est situé à 5 km à l'ouest de Groningue.

## Histoire
Den Horn fait partie de la commune de Zuidhorn avant le 1er janvier 2019, date à laquelle celle-ci est rattachée à Westerkwartier.

## Démographie
Le 1er janvier 2018, le village comptait 406 habitants.